# Kirov (lớp tàu tuần dương)
Lớp tàu tuần dương Kirov (Đề án 26) là một lớp gồm sáu tàu tuần dương được đóng vào cuối những năm 1930 của Hải quân Liên Xô. Sau hai con tàu đầu tiên, giáp bảo vệ đã tăng lên và những con tàu tiếp theo đôi khi được gọi là lớp Maxim Gorky. Đây là lớp tàu lớn đầu tiên được đóng bởi Liên Xô từ lườn tàu sau Nội chiến Nga. Thiết kế bắt nguồn từ lớp tàu tuần dương của Ý Raimondo Montecuccoli, được thiết kế với sự hỗ trợ từ công ty Ý Ansaldo. Mỗi hai cặp tàu được đóng ở Biển Đen và Biển Baltic trong Thế chiến 2, trong khi cặp cuối cùng vẫn đang xây dựng ở Viễn Đông và gần như không chiến đấu trong cuộc chiến. Bốn chiếc tàu đầu đã pháo kích vào quân đội Phát xít và các cơ sở của chúng sau khi quân Đức xâm lược Liên Xô vào tháng 6 năm 1941. Tất cả sáu tàu chiến sống sót sau chiến tranh và sử dụng cho đến những năm 1970 trong vai trò huấn luyện và các vai trò khác trước khi bị tháo dỡ.

## Thiết kế
Sau Cách mạng tháng Mười và tiếp theo là Nội chiến Nga, ngành công nghiệp đóng tàu của Liên Xô không có khả năng tự thiết kế những mẫu tàu chiến lớn, phức tạp và phải tìm hỗ trợ của nước ngoài. Công ty Ansaldo đã tạo kế hoạch lớp tàu tuần dương Raidomondo Montecuccoli và một thiết kế thay thế nặng 7.200 tấn (7.086 tấn Anh) và vũ trang với sáu pháo 180mm đặt trong ba tháp pháo đôi được sản xuất trong năm 1933. Người Ý đảm bảo rằng những chiếc tàu có thể di chuyển 37 hải lý trên giờ (69 km/h; 43 mph) trên thử nghiệm, nếu tải trọng được giữ dưới mức 7200 tấn. Các nhà thiết kế của tháp pháo mới thuyết phục cấp trên của mình là có thể lắp tháp pháo ba trong khi vẫn giữ nó trong tải trọng giới hạn, và thiết kế này đã được chấp nhận trong tháng 11 năm 1934 với tên gọi Đề án 26.
Liên Xô đã mua một bản kế hoạch cho các máy móc của tuần dương hạm lớp Duca d'Aosta và gặp một số khó khăn trong việc tạo thân tàu nhỏ hơn với động cơ lớn hơn khỏe hơn. Vì vậy mà nó bị trì hoãn. Một vấn đề khác là các thiết kế của Ý phải phù hợp với yêu cầu của Liên Xô đó là ưu tiên cho việc kết hợp khung dọc cho khung thân ở giữa và khung ngang ở phía đuôi, đồng thời tăng cường cấu trúc thân để chịu được việc tác động của điều kiện thời tiết mà Liên Xô thường gặp phải.
Các tàu Kirov được xây dựng thành từng cặp, mỗi cặp được thêm một số cải tiến so với cặp trước. Những cặp này bao gồm Đề án 26, Đề án 26bis và Đề án 26bis2. Sự khác biệt giữa các cặp thường liên quan đến kích thước, giáp, trang bị vũ khí và phi cơ mang theo.

### Đặc điểm chung
Các tàu thuộc Đề án 26 dài 191,3 m tổng cộng. Sườn ngang dài 17,66 m và độ mớn nước khi đầy tải là 6,15 m. Các tàu có tải trọng 7.890 tấn tiêu chuẩn và 9.436 khi đầy tải. Chỉ có một bánh lái, điều này có nghĩa là các con tàu không quá linh hoạt, cơ động. Kirov và Voroshilov được lắp một cột mũi buồm 4 chân, nhưng việc này đã khiến tầm nhìn bị giới hạn từ tháp chỉ huy, cũng như tầm bắn của các pháo phòng không 100 mm. Nó được thay thế bằng cột một chân ở các con tàu thuộc các đề án sau và cấu trúc thượng tầng được mở rộng để chứa hệ thống điều khiển hỏa lực mà trước đây nằm ở mũi.
Ngay sau khi Kirov đã được hạ thủy vào năm 1936, hai tàu thuộc Đề án 26bis đã được đặt lườn. Các con tàu có một số thay đổi so với hai con tàu đầu tiên, nhìn chung là lớn hơn. Trọng tải 8.177 tấn và 9.728 tấn đầy tải. Họ chỉ hơi còn ở 191,4 m (627 ft 11 in) tổng thể và có độ choán nước 6,30 m khi đầy tải. Trên thử nghiệm mà họ chứng minh được những tàu nhanh nhất của lớp với một tốc độ của 36,72 hải lý trên giờ (68,01 km/h; 42,26 mph). Vũ khí của chúng giống như những con tàu trước đó, mặc dù chín khẩu pháo phòng không 45 mm 61-K được lắp chứ không phải là sáu trên cặp đầu tiên và chúng được trang bị 150 mìn hải quân Mẫu 1908/39 thay thế Mẫu năm 1912.
Các tàu thuộc Đề án 26bis2 vẫn còn lớn hơn với 8.400 t (8.267 tấn Anh) chuẩn tải, và 10.400 tấn (10.236 tấn Anh) đầy tải. Chúng ngắn hơn một phần mười mét so với Đề án 26, mặc dù độ mớn nước không thay đổi so với các cặp tàu trước. Tua-bin của chúng đã chứng minh được mạnh mẽ hơn một chút so với những con tàu của Đề án 26bis và vận tốc thử nghiệm của chúng là 36 hải lý trên giờ (67 km/h; 41 mph). Sự chậm trễ trong sản xuất những khẩu pháo lưỡng dụng 100 mm B-34, buộc Liên Xô phải sử dụng súng phòng không hạng nặng 85 mm (3,3 in) 90-K thay thế và mười khẩu pháo phòng không 37 mm (1,5 in) 70-K thêm bổ sung cho các khẩu 45 mm. Một lần nữa, mìn được thay đổi với 100 quả mìn KB hoặc 106 quả mìn Loại 1926.

### Vũ khí
Pháo chính, bao gồm ba tháp pháo ba MK-3-180 điều khiển bằng điện bao gồm ba khẩu pháo 180 mm B-1-P. Các tháp pháo rất nhỏ để lắp chúng vừa với thân tàu và chúng chật chội đến nỗi tỷ lệ bắn của pháo thấp hơn nhiều so với thiết kế (chỉ có hai viên đạn cho mỗi phút, thay vì sáu). Các khẩu súng được gắn trong một cái nôi để giảm thiểu không gian và đặt rất gần với nhau nên độ phân tán rất cao, bởi vì phát súng mỗi khẩu ảnh hưởng khẩu kế bên. Các tháp nặng khoảng 236 đến 247 tấn (232 đến 243 tấn Anh; 260 đến 272 tấn Mỹ), và các khẩu pháo có cao độ từ -4° đến 48°. Súng bắn những viên đạn nặng 97,55 kilôgam (215,1 lb) với sơ tốc đầu nòng khoảng 900–920 m/s (3.000–3.000 ft/s), điều này giúp tầm bắn tối đa khoảng 38.000 m (42.000 yd), tùy thuộc vào đạn dược và loại súng. Bình thường, mỗi khẩu súng mang theo 100 quả đạn, mặc dù bốn viên đạn cho mỗi khẩu súng có thể được mang thêm tại tải trọng tối đa (chỉ có cặp tàu thuộc Đề án 26).
Các vũ khí phụ bao gồm sáu khẩu pháo phòng không một nòng 100 mm B-34 với 325 viên đạn cho mỗi khẩu súng được lắp hai bên hông tàu. Tuy nhiên hai con tàu thuộc Đề án 26bis2 sử dụng tám duy nhất 52-caliber 90-K súng với 300 viên đạn cho mỗi khẩu súng khi B-34 chương trình chạy vào vấn đề. Ánh sáng AA súng ban đầu của nó bao gồm sáu bán tự động 45 mm 21-K AA súng với 600 viên đạn cho mỗi khẩu súng và bốn khẩu súng máy 12,7 mm (0,50 in) DShK, nhưng đã tăng đáng kể với 12,500 viên đạn cho mỗi khẩu súng. Các tàu thuộc Đề án 26bis mang chín 21-K gắn kết và Đề an 26bis được xây dựng với thêm một mười hoàn toàn tự động 37 milimét (1,5 in) 70-K AA súng với một ngàn viên đạn cho mỗi khẩu súng. Trong suốt Thế Chiến II, nếu không phải tất cả, trong 45 mm súng đã được thay thế bởi 37 mm súng và một hoặc hai Thuê-Vay bốn Vickers khẩu 50 súng máy MK III gắn kết được trang bị để tàu biển Baltic và Biển Đen, mặc dù mỗi con tàu khác nhau của nó chống máy bay suite.
Sáu ngư lôi 533 milimét (21,0 in) 39-Yu được trang bị trong hai ba khung; những ống này có thể điều chỉnh riêng để lây lan ra đạn của họ. Molotov và Kaganovich thay thế của họ, bệ phóng với những thêm – hiện đại, 1-N núi trong chiến tranh. Tổng cộng 96 KB hoặc 164 Model năm 1912 mỏ có thể được thực hiện bởi những cặp đầu tiên của tàu. Một cặp sâu phí kệ đã gắn cũng như bốn BMB-1 sâu phí throwers. Hai mươi lớn TRONG 1 và ba mươi nhỏ VỚI 1 mìn đã được tiến hành, dù không có sóng âm được trang bị cho các dự Án 26 và dự Án 26bis tàu. Họ đã lắp đặt hệ thống định vị âm thanh dưới nước Arktur. Kalinin và Kaganovich đã được lắp đặt hệ thống Lend-Lease ASDIC-132 (Liên Xô gọi nó là Drakon-132) cũng như hệ thống sonar thử nghiệm Mars-72 của Liên Xô.
Các dự Án 26 tàu được gắn với Molniya lửa hệ thống điều khiển của họ, chính súng trong đó bao gồm những TsAS-2 cơ máy tính và KDP3-6 giám đốc. Mỗi tháp pháo và giám đốc đã DM-6 máy đo xa, cho phép nhiều mục tiêu để được tham gia sử dụng một sự kết hợp của địa phương và ngọn lửa trung tâm điều khiển. Bốn sau tàu đã được cải thiện Molniya Trạm kiểm soát hỏa, hệ thống đó có thể chấp nhận dữ liệu từ máy bay trinh sát. Chống máy bay vũ khí đã được kiểm soát bởi Gorizont-1 hệ thống với một CÁI 26 máy tính, Gazon dọc con quay hồi chuyển và một cặp của ruby hoặc bella-100 giám đốc mỗi bên của các phần thân. Mỗi một giám đốc đã có một hoàn toàn ổn định 3 m (9 ft 10 in) golf. Liên minh thời đã ruby hoặc bella-200 giám đốc, nhưng dự Án 26bis tàu sử dụng các Gorizont-2 hệ thống. Này, đã có một tiên tiến hơn Gorizont-2 máy tính và Shar dọc con quay hồi chuyển.
Đầu tiên, con tàu của liên Xô để thực hiện một radar là Molotov, mà đã được đưa ra một Redut-K không khí, hệ thống cảnh báo năm 1940, mà cô được sử dụng cho toàn bộ chiến tranh. Cho vay Thuê radar trang bị hầu hết các tàu khác. Các Anh, các Loại 281, 291 và Mỹ SG radar đã sử dụng cho máy tìm kiếm. Chính pin lửa kiểm soát radar là Loại Anh 284 và 285 trong khi chống hỏa lực phòng không kiểm soát được cung cấp bởi các Loại 282 radar. Các radar Yupiter-1 và Mars-1 do Liên Xô thiết kế đã được trang bị cho Molotov và Kalinin vào năm 1944.

### Máy móc
Tàu đã có một đôi-trục-đơn vị máy móc bố trí xen kẽ với nồi hơi phòng và động cơ phòng. Các máy móc cho Kirov đã được chuyển từ Ý (được chuyển hướng từ hợp đồng cho tàu tuần dương Ý Eugenio di Savoia). Các máy móc, cho phần còn lại được xây dựng vào Kharkiv để ý kế hoạch. Liên Xô LAO-7 hướng tua bin được chứng minh mạnh mẽ hơn và kinh tế hơn so với bản gốc. Kirov bị đốt cháy ,8 kg (1,8 lb) của dầu nhiên liệu mỗi đơn vị của mã lực so với .'s ,623 kg (1,37 lb). Hơn nữa Kirov chỉ sản xuất 113.500 shp (84.600 kW) trên thử nghiệm trong khi mê linh làm 122.500 shp (91.300 kW) và đã gần một nút nhanh hơn. Sáu giấy phép xây dựng Yarrow-Jacques loại nồi hơi ống nước hỗ trợ các tuabin với một danh nghĩa công suất của 106-tấn/giờ thì hơi nước ở một áp lực trong 25 kg/cm2 (2.452 kPa; 356 psi) và nhiệt độ 325 °C (617 °F). Mỗi trục lái xe một người ba-cánh 4,7 mét (15 ft) đồng quạt cho một kế tốc độ của 36 hải lý trên giờ (67 km/h; 41 mph), mặc dù điều này khác nhau từ tàu con tàu. Bình thường, dầu, năng lực giữa 600 đến 650 tấn (590 đến 640 tấn Anh; 660 đến 720 tấn Mỹ), nhưng các tàu khác nhau rộng rãi trong số dầu thực tại đầy tải này dao động từ 1.150 đến 1.660 tấn (1.130 đến 1.630 tấn Anh; 1.270 đến 1.830 tấn Mỹ). Sức chịu đựng con số cũng thay đổi nhiều đủ từ 2.140 đến 4.220 hải lý (3.960 đến 7.820 km; 2.460 đến 4.860 mi) ở tốc độ 18 hải lý trên giờ (33 km/h; 21 mph). Tối đa số nhiên liệu có thể được thực hiện thay đổi từ 1.430 đến 1.750 t (1.410 đến 1.720 tấn Anh; 1.580 đến 1.930 tấn Mỹ).

### Bảo vệ
Giáp chương trình hình thành một chiếc bè xung quanh tin quan trọng, được bảo vệ bởi một mực nước vành đai, boong tàu và đi vách ngăn thống nhất dày 50 mm (2,0 in). Các tháp pháo và bệ tháp pháo cũng dày 50 mm. Các tháp chỉ huy được thiết kế dày 150 mm (5,9 in) với một 100 mm mái nhà. Một hộp bảo vệ bánh lái 20 milimét (0,79 in) và một số vị trí kiểm soát được bảo vệ chống lại những mảnh vụn: 14 mm (0,55 in) cho các quả ngư lôi trạm kiểm soát, 8 milimét (0,31 in) cho chính-pin lửa kiểm soát và trung súng khiên, 7 mm (0,28 in) cho các thứ-pin kiểm soát vị trí và các trợ đài chỉ huy đã có 25 milimét (0,98 in) bên và mái nhà.
Phần đai giáp dài 121 mét (397 ft 0 in), tức 64.5 % chiều dài của tàu. Tổng chiều cao của nó là 3,4 mét (11 ft 2 in), trong đó 1,33 mét (4 ft 4 in) nằm dưới mực nước thiết kế. Một đôi dưới kéo dài quá khứ bọc thép đi qua vách ngăn và một mỏng vách ngăn dọc cung cấp một số biện pháp bảo vệ chống lại lũ lụt. Nó đã được đánh giá quá mỏng để chịu được một ngư lôi nổ, nhưng có thể xa bên vách ngăn có thể tồn tại còn nguyên vẹn đó sẽ gây ra một danh sách từ đối xứng lũ lụt.
Áo giáp của tàu thuộc Đề án 26 tàu đã bị tổn thương thậm chí để tàu khu trục-hạng vũ khí xuống khoảng 10 km (6,2 mi) và bốn tàu chiến cuối cùng đã được đưa ra thêm áo giáp. Các vành đai đi qua vách ngăn, tháp và pháo mặt dày đều tăng 70 mm (2,8 in) và cái hộp bảo vệ bánh lái, đã tăng lên đến 30 mm (1,2 in). Một sự kỳ quặc của sau tàu' giáp là phần giữa giáp boong tàu và vành đai. Phía trên và phía dưới cạnh của vành đai đã được giảm dần, bề mặt bên ngoài câu cá trong 200 mm (7,9 in) từ rìa một dày của 45 mm. Tương tự như vậy boong cạnh cũng được giảm dần xuống vào khoảng 25 mm cho nó ngoài cùng 200 mm. Nó đã được suy đoán rằng, "Này đường trong việc bảo vệ đại diện cho một khu vực mục tiêu, chỉ có thể có phục vụ, để tiết kiệm trọng lượng và đơn giản hóa xây dựng."

### Máy bay
Các Kirovcác được thiết kế để thực hiện hai máy bay, nhưng đức máy phóng đã được nhập khẩu. Hai hệ thống phóng máy bay  Heinkel K-12 được mua vào năm 1937 cho Kirov và Voroshilov. Nó có thể xoay 360° và khởi động máy bay cân 2.750 kg (6.060 lb) ở tốc độ 125 km/h (78 mph), mặc dù không thích hợp máy bay đang ở trong dịch vụ cho đến khi BÁN-1 thủy phi cơ vào tháng chín, năm 1939. Họ đã chứng minh là không phù hợp cho thô-thời tiết hạ và đã rời khi Hoạt động Chiến đã bắt đầu. Ông và Molotov gắn kết liên Xô xây dựng ZK-1 máy phóng máy bay của tương đương thực hiện, nhưng đã không bao giờ để sử dụng chúng cho thiếu của phù hợp với máy bay.
Các tàu thuộc Đề án 26 đã dỡ bỏ hệ thống phóng trong năm 1941 để nhường chỗ cho nhiều pháo phòng không hơn, sau đó Molotov cũng được dỡ bỏ năm 1942. Một hệ thống phóng ZK-1a đã được lắp đặt trên tàu Molotov vào năm 1943 và nó đã tiến hành các thí nghiệm thành công với máy bay chiến đấu Supermarine Spitfire được phóng bằng hệ thống này. Các tàu thuộc Đề án 26bis2 đã không nhận được hệ thống phóng nào cho đến khi chiến tranh kết thúc, khi ZK-2b được trang bị. Tuy nhiên, các hệ thống phóng đã được dỡ bỏ khỏi tất cả các tàu vào năm 1947.

## Chế tạo
Trong khi Voroshilov đã được đặt xuống đầu tiên, Kirov là nguyên mẫu cho các lớp học, và đã được hoàn thành trước. Các thử nghiệm của cô là một thất vọng như ý của cô xây dựng tua bin ban đầu đã có khuyết tật nhỏ, và cô ấy là 1 hải lý trên giờ (1,9 km/h; 1,2 mph) chậm hơn đảm bảo. Người Ý chỉ ra rằng đảm bảo chỉ áp dụng nếu cô dời 7200 tấn hoặc ít hơn, và cô ấy được thừa cân bằng hơn 500 tấn (490 tấn Anh; 550 tấn Mỹ). Cô tháp đã có nhiều vấn đề và gây ra nhiều vụ nổ thiệt hại hơn dự đoán, đó cho thấy rằng cô ấy hàn kế hoạch đã không theo dõi. Cô ấy bắn cung đã giảm trong một nỗ lực để giảm thiểu những vấn đề. Các tuabin của Voroshilov do Liên Xô chế tạo mạnh hơn dự đoán và nó gần như đạt được tốc độ giống trong thiết kế.
Các bộ phận của những tàu thuộc Đề án 26bis2 được sản xuất ở phía Tây (Ordzhonikidze chế tạo cho Kalinin và Martin chế tạo cho Kaganovich), sau đó được chuyển đến Komsomolsk-na-Amure để lắp ráp. Chúng được đưa ra từ ụ tàu khi chưa hoàn thiện và được kéo đến Vladivostok để lắp ráp.

## Những chiếc trong lớp
| Tàu | Đề án        | Hãng đóng tàu                           | Đặt lườn             | Hạ thủy              | Hoạt động            | Số phận                         |
| --- | ------------ | --------------------------------------- | -------------------- | -------------------- | -------------------- | ------------------------------- |
| Kirov (Киров)                                                                                               | Đề án 26     | Xưởng đóng tàu Ordzhonikidze, Leningrad | 22 tháng 10 năm 1935 | 30 tháng 11 năm 1936 | 26 tháng 9 năm 1938  | Tháo dỡ vào 22 tháng 2 năm 1974 |
| Voroshilov (Ворошилов)                                                                                      | Đề án 26     | Xưởng đóng tàu Marti South, Nikolayev   | 15 tháng 10 năm 1935 | 28 tháng 6 năm 1937  | 20 tháng 6 năm 1940  | Tháo dỡ vào 2 tháng 3 năm 1973  |
| Maxim Gorky (Максим Горький)                                                                                | Đề án 26bis  | Xưởng đóng tàu Ordzhonikidze, Leningrad | 20 tháng 12 năm 1936 | 30 tháng 4 năm 1938  | 12 tháng 12 năm 1940 | Tháo dỡ vào 18 tháng 4 năm 1959 |
| Molotov (Молотов), sau đó đổi tên thành Slava (Слава)                                                       | Đề án 26bis  | Xưởng đóng tàu Marti South, Nikolayev   | 14 tháng 1 năm 1937  | 4 tháng 12 năm 1939  | 14 tháng 6 năm 1941  | Tháo dỡ vào 4 tháng 4 năm 1972  |
| Kaganovich (Каганович), sau đó đổi tên thành Lazar Kaganovich và cuối cùng là Petropavlovsk (Петропавловск) | Đề án 26bis2 | Xưởng đóng tàu Amur, Komsomolsk-na-Amur | 26 tháng 8 năm 1938  | 7 tháng 5 năm 1944   | 6 tháng 12 năm 1944  | Tháo dỡ vào 6 tháng 2 năm 1960  |
| Kalinin (Калинин)                                                                                           | Đề án 26bis2 | Xưởng đóng tàu Amur, Komsomolsk-na-Amur | 12 tháng 8 năm 1938  | 8 tháng 5 năm 1942   | 31 tháng 12 năm 1942 | Tháo dỡ vào 12 tháng 4 năm 1963 |

## Lịch sử hoạt động

### Chiến tranh thế giới thứ hai

#### Đội Tàu Biển Baltic
Kirov được đưa vào Baltic hạm Đội trong mùa thu của 1938, nhưng vẫn còn đang làm việc vào đầu năm 1939. Cô ấy đi đến Riga ngày 22 tháng 10 năm 1940 khi Liên Xô bắt đầu chiếm Latvia; ngày hôm sau nó lên đường cho Liepāja. Trong mùa Đông Chiến tranh, Kirov, được hộ tống bởi các tàu khu trục Smetlivyi và Stremitel'nyi, cố gắng để bắn phá phần lan bờ biển quốc phòng súng xuống Russarö, 5 kilômét (3,1 mi) về phía nam của Hanko. Cô ấy chỉ bị sa thải 35 vòng trước khi nó bị hư hại bởi một số suýt trúng và đã phải quay trở lại căn cứ hải quân liên Xô xuống Liepāja cho sửa chữa. Nó vẫn ở đó trong suốt phần còn lại của Chiến tranh Liên Xô–Phần Lan (1939–1940) và sau đó được sửa chữa tại Kronstadt từ tháng 10 năm 1940 đến ngày 21 tháng 5 năm 1941.
Cả hai Kirov và Maxim Ông đã chuyển đến vùng Vịnh của casablanca vào ngày 14 tháng 6 năm 1941, một thời gian ngắn trước khi bắt đầu Hoạt động Chiến. Cả hai tuần dương hạm đã hoạt động trong những ngày cuối cùng của tháng sáu bao phủ liên Xô phòng thủ hoạt động khai thác, nhưng Ông và hộ tống chạy vào đức-đặt "Apolda" bãi mìn trên đường 23 và Maxim Ông và các khu trục Gnevny cả hai mất cung của họ. Gnevny chìm trong khi Ông đã làm cho nó đến cổng trước khi được thuyên chuyển, với sự hỗ trợ, để Tallinn và sau đó Kronstadt. Kirov đã theo dõi nó đến Tallinn vào cuối tháng, sau khi di chuyển nhẹ nhàng qua vùng nước nông của Muhu.
Ngày 21 tháng 7, Gorky đã có cây cung mới phần chế tạo ở Kronstadt và nó đã kết hợp với các con tàu. Kirov cung cấp hỗ trợ hỏa lực trong việc bảo vệ lực, và phục vụ như là soái hạm của các di tản đội lũ về mùa xuân đến Leningrad vào cuối tháng 8 năm 1941. Cho hầu hết các phần còn lại của cuộc chiến cả tàu đã được phong tỏa tại Leningrad và Kronstadt bởi Trục bãi mìn và chỉ có thể cung cấp hỗ trợ hỏa lực cho những người bảo vệ trong bao vây Leningrad và hỗ trợ cho Xô viết Vyborg–Petrozavodsk Tấn công vào giữa năm 1944. Cả hai con tàu bị hư hại bởi không khí và pháo tấn công, nhưng đã được sửa chữa trong chiến tranh.

#### Hạm đội Biển Đen
Ngày 23 tháng 6 năm 1941, Voroshilov che chở cho các tàu khu trục Liên Xô Bucharest bắn phá Constanța, nhưng các lãnh đạo khu trục Moskva đã bị đánh chìm bởi một mỏ và Kharlov đã bị hư hại bởi bắn trả. Cô ném bom Trục vị trí gần Odessa vào giữa tháng chín, nhưng đã được chuyển đến biển đen ngay sau đó. Ngày 2 tháng 11, nó bị máy bay ném bom Junkers Ju 88 của KG 51 bắn trúng hai lần tại bến cảng, phát đầu tiên gây ra một đám cháy trong kho đạn số 3 và được dập tắt bởi nước tràn vào từ phát thứ hai. Cô ấy đã được kéo đến Poti để sửa chữa, kéo dài tới tháng 2 năm 1942. Cô bóc vỏ Trục vị trí gần Feodosiya vào ngày 2 tháng năm 1942, nhưng đã bị hư hại bởi một số gần nhớ vào ngày 10 tháng và đã để trở về Moscow để sửa chữa. Ở cô Có thể hỗ trợ quân đội Liên Xô xung quanh Kerch và bán đảo Taman trong khi giúp đỡ vận chuyển Lữ đoàn hải quân đánh bộ 9 từ Moscow tới Ukraina. Ngày 29 tháng 11 năm 1942, nó đã bị hư hại bởi thủy lôi nổ gần kề trong khi bắn phá Feodonisi, nhưng đã để lại cho bạn có thể theo quyền lực của mình. Chỉ sau khi sửa chữa đã hoàn tất cô hỗ trợ lực lượng của liên Xô hạ cánh sau phòng tuyến đức ở cái gọi là "Malaya Zemlya" vào cuối tháng 1 năm 1943. Sự mất mát của ba tàu khu trục máy bay đức đang cố gắng ngăn chặn cuộc di tản của quân Đức ở đầu cầu Taman vào ngày 6 tháng 10 năm 1943 khiến cho Stalin cấm triển khai các đơn vị hải quân lớn mà không có sự cho phép của mình, điều này đồng nghĩa với việc kết thúc sự tham gia hoạt động tích cực của Voroshilov trong cuộc chiến.
Molotov được đưa ngay trước khi đức xâm lược và trải qua nhiều năm 1941, di chuyển từ cảng tới tận dụng lợi thế của cô, không khí radar cảnh báo, trang bị trong Hải quân liên Xô. Cô ném bom Trục vị trí gần Feodosiya vào đầu tháng và được gửi đến để củng cố Cảng với các yếu tố của 386th Súng trường Division từ bạn có thể. Hư hại bởi một số đạn trong khi tháo dỡ quân đội ngày 29 tháng mười hai, cô ấy vẫn có thể lấy 600 bị thương khi nó khởi hành. Cô ấy trở lại vai trò của mình như là một giao thông trong tuần đầu tiên của ngày. Mũi tàu bị hư hại trong một cơn bão trong Tuapse khi nó đã ném vào cảng trên 21–22 tháng năm 1942. Cô đã dành hầu hết tháng tiếp theo dưới sửa chữa, mặc dù cô ấy cúi không thể đứng thẳng lên đó giảm tốc độ bởi một số hải lý. Sau khi làm cho một số cuộc oanh tạc phi vụ trong sự hỗ trợ của quân đội Liên Xô trên bán đảo Kerch, cô ấy trở lại với bạn có thể cho thêm vĩnh viễn sửa chữa vào ngày 20 Tháng. Trong tháng sáu, cô đã thực hiện một số thông vận tải chạy trong hỗ trợ của đơn vị đồn trú của Cảng. Vào ngày 2 tháng cô ấy đã bị thổi bay bằng máy bay phóng ngư lôi hành động trong buổi hòa nhạc với ý MAS ngư lôi, thuyền. Những thiệt hại giảm tốc độ để 10 hải lý trên giờ (19 km/h; 12 mph) và cô ấy đã được lái bởi động cơ. Cô ấy đang được sửa chữa tại thế nào bạn đến 31 tháng 7 năm 1943, sử dụng đuôi không đầy đủ  tàu tuần dương lớp Chapayev Frunze, bánh lái của các đầy đủ tuần dương Zheleznyakov, bánh lái từ Kaganovich và lái cảm biến từ chiếc tàu ngầm L-25.Cô thấy không có hành động sau khi hoàn thành việc sửa chữa do của Stalin trật tự.

#### Hạm đội Thái Bình Dương

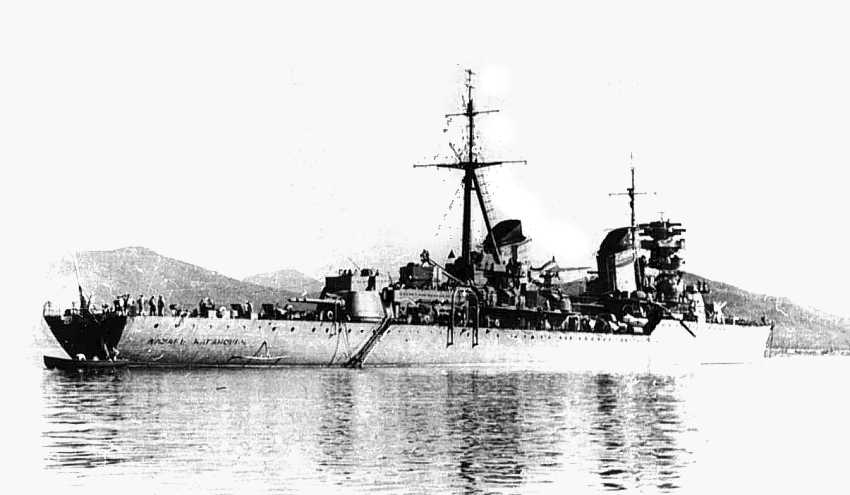
Tàu tuần dương Lazar Kaganovich

Mặc dù Lazar Kaganovich và Kalinin đều được ủy nhiệm trước khi chiến tranh kết thúc, chúng đã không có bất kỳ hành động gì trong cuộc tấn công của Liên Xô vào Mãn Châu năm 1945. Trong bất kỳ trường hợp nào, Lazar Kaganovich vẫn chưa được hoàn thành cho đến ngày 29 tháng 1 năm 1947.

### Hoạt động thời hậu chiến
Kirov đã bị hư hại bởi một đức từ mỏ trong khi rời khỏi Kronstadt vào ngày 17 tháng 10 năm 1945. Nó đang được sửa chữa cho đến khi 20 tháng 12 năm 1946. Trang bị từ tháng 11 năm 1949 tới tháng 4 năm 1953, cô máy móc đã hoàn toàn thay đổi, với radar, lửa hệ thống kiểm soát và súng chống máy bay được thay thế bởi mới nhất liên Xô hệ thống. Cô ấy là một thành như một đào tạo tuần dương vào ngày 2 tháng năm 1961, thường xuyên tới thăm Ba Lan và Đông Đức, sau đó được bán để làm phế liệu vào ngày 22 tháng 2 năm 1974. Hai tháp pháo của nó được lắp đặt tại Sankt-Peterburg như là một tượng đài. Maxim Gorky đã tham gia thử nghiệm chiếc máy bay trực thăng đầu tiên của Hải quân Liên Xô, Kamov Ka-10, vào tháng 12 năm 1950 và bắt đầu được tái trang bị vào giữa năm 1953. Điều này đã được lên kế hoạch giống như việc tái trang bị của Kirov, mặc dù cô ấy đã được chuyển đến tăng 1.000 tấn (984 tấn Anh) từ ngư lôi phình ra, với hậu quả hình phạt cho mình, tốc độ và phạm vi. Hải quân đánh giá lại phạm vi công việc trong năm 1955, coi nó không đủ để tạo ra một con tàu hiện đại và đình chỉ việc tái trang bị. Gorky được bán để làm phế liệu vào ngày 18 tháng 4 năm 1959 sau khi người ta quyết định rằng nó không được yêu cầu làm tàu thử nghiệm tên lửa.
Voroshilov bắt đầu được hiện đại hóa sau chiến tranh vào tháng 4 năm 1954, nhưng gặp phải những vấn đề tương tự như Maxim Gorky. Không giống như cô, em gái cô ấy đã chọn để chuyển đổi là một thử nghiệm cho phát triển tên lửa như Đề án 33 vào ngày 17 tháng 2 năm 1956. Quá trình chuyển đổi được khá kéo dài, như cô trang bị vũ khí đã được lấy ra và cô ấy nhận được một hoàn toàn mới, thân và cột buồm, và cô ấy đã không đi vào hoạt động như HỆ điều hành-24 cho đến ngày 31 tháng năm 1961. Nó được hiện đại hóa theo Đề án 33 từ ngày 11 tháng 10 năm 1963 đến ngày 1 tháng 12 năm 1965. Được chuyển đổi thành doanh trại nổi vào ngày 6 tháng 10 năm 1972, nó được đổi tên thành PKZ-19 một thời gian ngắn trước khi bị bán để làm phế liệu vào ngày 2 tháng 3 năm 1973 Chân vịt 14 tấn và neo 2,5 tấn của Voroshilov hiện đang được trưng bày tại Bảo tàng Anh hùng bảo vệ và giải phóng Sevastopol trên núi Sapun ở Sevastopol.
Molotov bị hỏa hoạn trong phòng xử lý tháp pháo số 2 vào ngày 5 tháng 10 năm 1946 khiến cho băng đạn bị ngập nước, 22 thủy thủ thiệt mạng và 20 người bị thương. Cuối năm 1940, Nó được sử dụng làm tàu thử nghiệm cho các radar mới dành cho các tàu tuần dương hạm lớp Chapayev và  lớp Sverdlov. Được hiện đại hóa giống như Kirov trong khoảng thời gian từ năm 1952 đến ngày 29 tháng 10 năm 1955, nó được đổi tên thành Slava vào ngày 3 tháng 8 năm 1957 sau khi Vyacheslav Molotov không còn được Nikita Khrushchev ưu ái. Ngày 3 tháng 8 năm 1961, nó được phân loại lại thành một tàu tuần dương huấn luyện, sau đó được triển khai đến Địa Trung Hải từ ngày 5 đến ngày 30 tháng 6 năm 1967 để thể hiện cho sự hỗ trợ của Liên Xô đối với Syria trong Chiến tranh Sáu Ngày. Slava quay trở lại Địa Trung Hải từ tháng 9 đến tháng 12 năm 1970, nơi nó hỗ trợ  tàu khu trục lớp Kotlin Bravyi sau vụ va chạm giữa tàu này với tàu sân bay HMS Ark Royal vào ngày 9 tháng 11 năm 1970. Nó bị bán để làm phế liệu vào ngày 4 tháng 4 năm 1972.
Kalinin được đưa vào lực lượng dự bị vào ngày 1 tháng 5 năm 1956, sau đó được phục hồi trong danh sách Đăng bạ Hải quân vào ngày 1 tháng 12 năm 1957 trước khi bị giải giáp và chuyển đổi thành doanh trại nổi từ ngày 6 tháng 2 năm 1960. Nó bị bán để làm phế liệu vào ngày 12 tháng 4 năm 1963. Kaganovich được đổi tên thành Lazar Kaganovich vào ngày 3 tháng 8 năm 1945 để phân biệt với người anh trai bị thất sủng của Lazar Kaganovich là Mikhail Kaganovich. Ngày 3 tháng 8 năm 1957, nó lại được đổi tên thành Petropavlovsk sau khi Lazar Kaganovich bị chính phủ thanh trừng do cuộc đảo chính bất thành chống lại Nikita Khrushchev trong cùng năm đó. Cấu trúc thượng tầng của nó đã bị hư hỏng nặng do bão nhiệt đới Force 12 vào ngày 19 tháng 9 năm 1957, được coi là không có giá trị kinh tế để sửa chữa và bị bán để làm phế liệu vào ngày 6 tháng 2 năm 1960.